# Maattarivier
De Maattarivier  (Zweeds: Maattajoki) is een rivier die stroomt in de Zweedse  gemeente Kiruna. De beek verzorgt de afwatering van het moeras Maattavuoma (1 km² groot). Ze stroomt naar het zuiden, ontvangt water van de Askasrivier en de Nalmuisenrivier. Ze is 30 kilometer lang. Ze stroomt daarbij langs de 465 meter hoge Maattavaara.
Afwatering: Maattarivier → Vittangirivier → Torne → Botnische Golf